# Pere Ramis i Ramis
Pere Ramis i Ramis (Maó 1748-1816), advocat i traductor menorquí, germà de Joan Ramis i Ramis amb qui formà part de la Societat Maonesa de Cultura, tenia coneixements de llatí, grec, hebreu, àrab, anglès, francès, italià i alemany, motiu pel qual fou nomenat intèrpret de Carles III a Menorca, escriví la Traducció del discurs que feu l'almirante Byng a l'hora de la mort, (1779) i diverses traduccions al català no localitzades de Molière, tot i que se li atribueix un text anònim del Malalt imaginari conservat a la Biblioteca de Catalunya. També traduí al castellà el procés contra James Murray, darrer governador anglès de Menorca. Com jurista fou assessor del tribunal del crim i del tribunal del Vicealmirallat anglès a Menorca (1798-1802).